# 平沙サービスエリア
平沙サービスエリア（ピョンササービスエリア）は慶尚北道慶山市の京釜高速道路上（釜山方向のみ）にあるサービスエリア。大新（テシン）企業株式会社が管理している。

## 道路
- 京釜高速道路

## 施設
- カフェテリア
- コーヒー専門店
- コンビニエンスストア（ジョイマート）
- スナック
- キムパプ専門店
- くるみ菓子
- うどん
- CDショップ
- 案内所（携帯電話充電、インターネット、FAX）
- 遊具
- 現金自動引出機
- 化粧室
- 軽整備
- ガソリンスタンド（GSカルテックス精油）
- 駐車場(大型62台、小型91台)

## 隣
- 慶山IC - 平沙SA - 永川IC